# Samythella elongata
Samythella elongata är en ringmaskart som beskrevs av Addison Emery Verrill 1873. Samythella elongata ingår i släktet Samythella och familjen Ampharetidae. Arten har ej påträffats i Sverige. Inga underarter finns listade i Catalogue of Life.